# 地質館 (新澤西州)

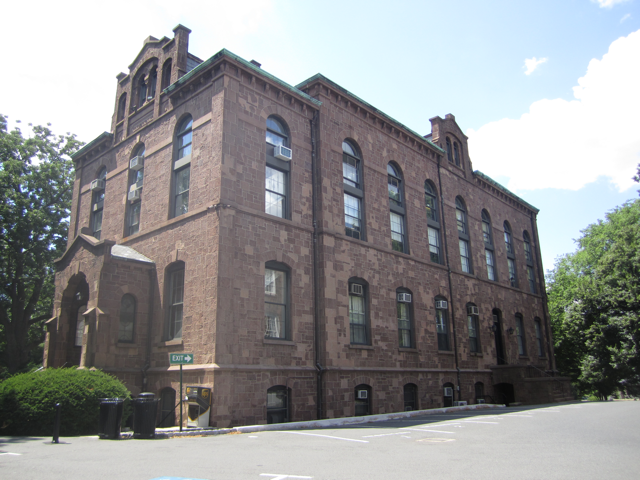
由建筑师亨利·珍妮韋·哈登伯赫設計的地質館於1872年落成

40°29′55″N 74°26′47″W / 40.498588°N 074.446504°W
地质馆（英語：Geology Hall），又称罗格斯大学地质博物馆 ，是一幢座落於具歷史意義的美國新澤西州新不倫瑞克罗格斯大学大學道校園皇后校區地段的建築物。
作為皇后校區歷史地段之一，地質館於1973年獲列入新澤西州史蹟名錄及國家史蹟名錄。1864年，當羅格斯大學獲選為新澤西州唯一一間贈地大學，該校已開始擴展其課程內容至涵蓋科學與農業的教授。羅格斯大學校長威廉·亨利·坎貝爾透過募集捐款以興建一幢新建築物以應付有關擴展工作，而由建築師亨利·珍妮韋·哈登伯赫設計的地質館於1872年建成。 
現時該建築物是羅格斯大學地質博物館及行政辦公室的所在地。作為全美國現存最老的大學地質博物館，地質館由州地理學家及羅格斯大學教授喬治·哈梅爾·庫克於1872年創辦。其展品展示了新澤西州的自然歷史，聚焦地質學、古生物學及人類學，包括來自富蘭克林及奧格登斯堡 (新澤西州)的螢光鋅礦物、一隻來自塞勒姆縣的乳齒象、一組發現於多華谷的恐龍遺跡化石及一個托勒密時代的埃及木乃尹。

## 歷史

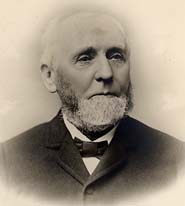
喬治·哈梅爾·庫克教授於羅格斯大學成為州中唯一贈地大學及發展大學科學與農業課程上起了不少幫助

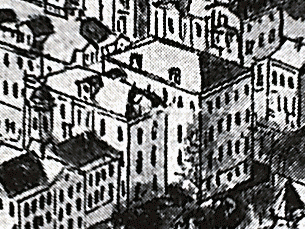
1910年的地質館

1864年，新澤西洲政府正式將羅格斯大學稱為其唯一贈地大學。根據1862年的土地撥贈法案，此等正式名稱將聯邦土地給予州政府，使得州政府能夠透過賣地募資，以發展農業、科學、軍事科學及工程的實務教育:87-88。
化學及自然科學教授喬治·哈梅爾·庫克（1818-1889）使州政府選擇羅格斯大學而非新澤西州大學（現稱普林斯頓大學）。庫克於1864年申請成為州政府地理學家，及後成為羅格斯大學的副校長。大學的土地給予及用作科研的新撥款使庫克擴展其於地質及農業上的教研工作:87-88:27，當中庫克於地質學的專長引領在肥料的研究及使用上的突破，而礦物綠沙泥亦對新澤西州農業亦有幫助。
1870年，羅格斯大學董事會決定興建一幢新建築物（除了斯參克天文台）以擴展大學新開辦的科學課程:101。此時，羅格斯大學正慶祝其第二憲章百週年紀念，而大學校長威廉·亨利·坎貝爾（1808-1890）亦邀請校友及其他支持者踴躍捐款，以進行一個旨在支持上述新課程的廣泛性籌款活動。這些捐款令董事們委託一名來自新不倫瑞克的年輕建築師亨利·珍妮韋·哈登伯赫（1847-1918）進行地質館的設計:101。哈登伯赫透過其家庭聯繫獲得這些合約，皆因有一些家庭成員為羅格斯大學的畢業生、董事或與大學有所關聯。他的高祖父雅各布·魯森·哈登伯赫（1736-1790）是羅格斯大學首任校長暨創辦人之一，而他的祖父雅各布·珍妮韋曾任大學副校長，但於1840年拒絕接任校長一職。

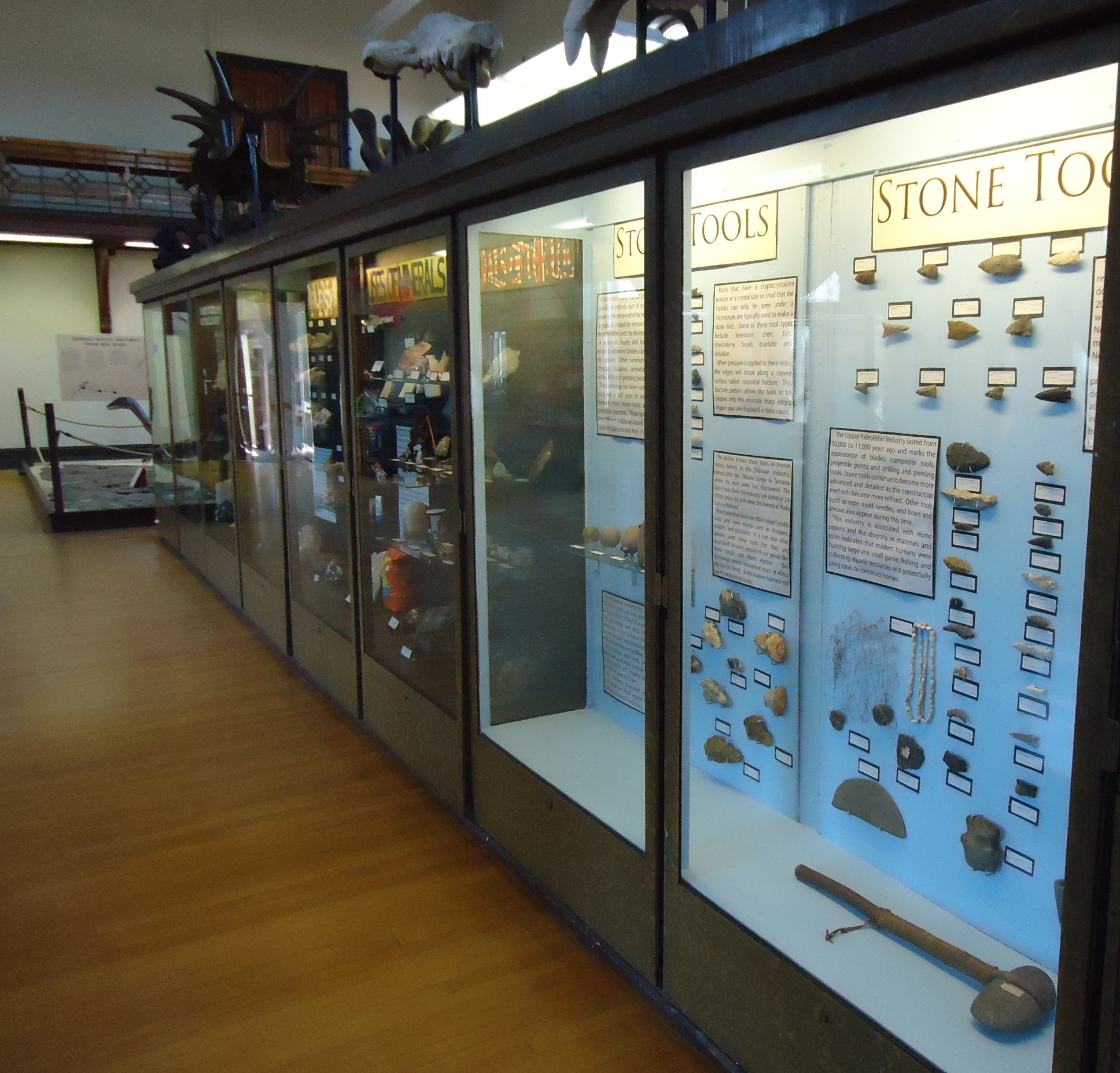
一批展示美洲原住民石製工具的展品

哈登伯赫的設計中，在正面側面的山墻中融入了文藝復興時代的元素，當中亦或多或少受荷蘭文化影響。在原設計中，建築物的外牆擬以利用紅磚設計，但最後構築時，外牆卻是以從康涅狄格州開採的砂岩為主構建，當中亦包含了一些從紐瓦克的樣辦石材。建於Old Queens南面的地質館，是三個由哈登伯赫為大學設計的計劃中的第二個，緊接於另一項作為大學文法學校（現為羅格斯預備學校）的新造建築物（現為亞歷山大莊士頓堂）之後。第三個項目—柯克帕特里克教堂（1873年落成）是一個哥德復興式建築，用於擴充方型設計的地質館，建於Old Queens北面。
此建築物於1872年落成，總成本為63,201.54美元（以2013年的幣值計算，等同1,215,365美元）。地質館的一樓提供實驗與授課用的房間及校方的軍械庫:101，當中一樓的課室能夠容納大學的物理、軍事科學及地理學系。地質館亦曾於一段時間提供農業、化學及工程學課程的教授空間，但隨著由校方興建的新澤西堂（1889年落成，內含農業實驗站）及橫跨咸美頓街、為化學系及工程學系的建築物相繼落成（分別於1909及1910年落成）演變為大學的伏曦氏購物中心（Voorhees Mall）:148,157，該等功能亦不再存在。而地質館的二樓是用以提供足夠空間以容納大學的自然歷史人工製品及地質樣本，進而成為一所博物館:101。
到了今天，地質館仍設有著大學行政及羅格斯大學地質博物館的辦公室。在1872至1979年間，這裡亦有羅格斯大學地質學部（現稱地球及行星科學學部）的辦公室，但該辦公室於1979年已經搬至大學位於皮斯卡特維的布施校區。這亦是大學最後一個經拉里坦河移至該校區的科學學部。1973年，地質館與另外六幢於羅格斯大學皇后校區的建築物獲列入新澤西州史蹟名錄與國家史蹟名錄之上。

## 羅格斯大學地質博物館

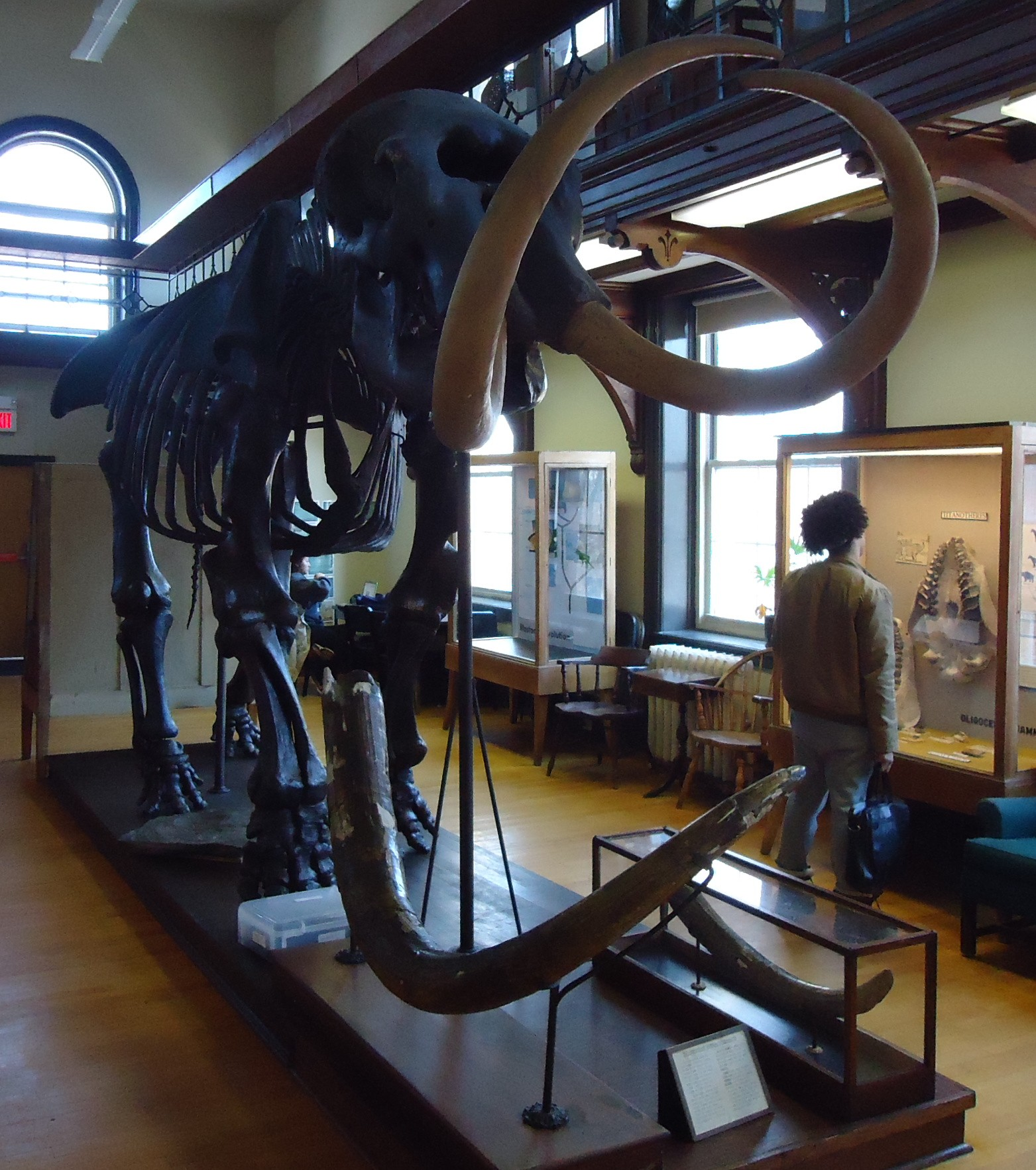
1869年於塞勒姆縣發現的一隻乳齒象骨架

庫克於1872年創辦羅格斯大學地質博物館，創辦時的展品只有其於新澤西州地質探究時發掘的樣本（他以新澤西州州地質學家的身份策劃是次探究）。及後博物館於建築物的二樓營運，並向小型團體、學校及公眾提供免費導賞團。博物館的館藏（當中只有一小部份成為展品）包括地質學、自然歷史、古生物學及人類學各方面，當中重視的是新澤西州的自然歷史。
博物館最早的展品可追溯於1836年劉易斯·迦勒·貝克（1798-1853）的工作之合併。身為物理學家、植物學家、昆蟲學家、化學家、地質學家的貝克，曾在19世紀中旬於羅格斯大學擔任教授一職，直至1853年去世為止:37。不少展品展示的元素對於新澤西州而言皆為獨一無二的，包括美州原住民的文物、礦物與化石，內含一組相信是來自株羅紀時代的肉食性似鷸龍、於摩里斯縣近多華谷發現的恐龍遺跡化石以及有10,000年歷史、1869年於塞勒姆縣發現的乳齒象（Mammut americanum）骨架。這隻於鄰近曼寧頓鎮區 (新澤西州)的一個大理石坑發現的乳齒象，在羅格斯大學購入作展覽之前被一個當地農夫賣給一個巡迴馬戲團。
1940年10月，新澤西州鋅公司的礦長喬治·羅捐贈一組約2,400個樣本的珍藏（包括一些螢光礦物）予博物館。這些珍藏蘊含不少稀有礦物，當中絕大多數在20世紀於新澤西州富蘭克林的一次鋅礦開採中發現。其後，博物館亦接收了來自安妮·赫什霍恩及米尔顿·赫什霍恩的捐贈，是一共6,000個由他們收集而來的螢光礦物樣本。此展覽於2002年10月正式開放予公眾參觀。
博物館亦展示一個從新布朗斯維克神學院外借、有2,400年歷史的女性埃及木乃伊。這個約於公元前320或330年、處於托勒密時代的木乃伊於埃及北部被發現，及後於18世紀初由一個服待當地的荷蘭歸正傳教士帶回美國本土。雖然關於此木乃伊的來源知之甚少，但它仍被儲存於神學院的一個壁櫉中，直至1968年首次公開展出為止。
2013年，有輿論指大學正計劃將地質館的展品永久儲藏、關閉羅格斯地質博物館及將地質館翻新作禮堂之用。及後大學校友及公眾發起聯署行動，促請校方兌現承諾，即繼續營運博物館及將其使命擴展下去。

## 圖庫
- 一個約於公元前330-320年的托勒密時代木乃伊
- 一隻大型草食性恐龍的後腿骨架
- 博物館內部（攝於2011年）
- 一個於1720年在荷蘭馬斯特里赫特發現的史前頭骨
- 一組原始頭骨展品
- 從後方細察乳齒象
- 從前方細察乳齒象
- 一個史前頭骨
- 一個展示不同礦物的展櫃
- 歸因於掠奪者的恐龍遺跡化石
- 螺旋樓梯
- 一個來自古生代的不明樹根